# 宮崎県北部信用組合
宮崎県北部信用組合（みやざきけんほくぶしんようくみあい）は、かつて存在した、宮崎県西臼杵郡高千穂町に本店を置いていた信用組合。

## 概要
統一金融機関コードは2882、合併前時点の店舗数は4店舗だった。
2006年9月25日に熊本県信用組合と合併されて消滅し、うち2店舗（旧宮崎県北部信組北方支店および本店を高千穂支店として）を熊本県信組の店舗として存続した。なお、北方支店は、平成30年に廃店となっており、令和6年時点で宮崎県内の同組合店舗は高千穂支店のみとなっている。
2024年現在、旧本店は、熊本県信用組合高千穂支店として、同じ建物でそのまま使用されている。

## 沿革
- 1952年3月 日之影信用組合を設立。
- 1952年7月 高千穂信用組合を設立。
- 1980年10月 日之影・高千穂の2信組が合併し、「宮崎県北部信用組合」として発足。
- 2006年9月 熊本県信用組合と合併し、消滅する。4店舗のうち2店舗を支店として存続する。

## 脚註
1. 1 2  熊本県信用組合と宮崎県北部信用組合の合併認可について（平成18年9月21日）